# Хаил
Хаил (арап. ‏حائل) је град у Саудијској Арабији у провинцији Хаил. Према процени из 2004. у граду је живело 267.005 становника.

## Становништво
Према попису, у граду је 2004. живело 267.005 становника.
| 1974.  | 1992.   | 2004.   |
| ------ | ------- | ------- |
| 40.502 | 176.757 | 267.005 |